# Libardo Mora Toro
Libardo Mora Toro alias Diego, né à Alcalá en 1924 et mort en décembre 1971 à Santa Fe de Antioquia, est un athlète des 800 et 1500 mètres, et militant communiste qui courut pour les couleurs du club populaire de l’Indenpendiente Santa Fe de Bogotá (Colombie). Il abandonne le sport pour prendre les armes. Il est l’un des compagnons de l’Ejército Popular de Liberación (EPL), et meurt pour des idéaux révolutionnaires en 1971.

## Biographie
Durant la période de violence des années 1950, Libardo Mora Toro échange des idées politiques de gauche dans les groupes de l'université libre de Bogota. Diplômé en droit avec un discours marxiste-léniniste derrière lui, Libardo raccroche ses chaussures après la dernière compétition internationale à laquelle il participe, les IIIe Jeux bolivariens de Caracas en 1961, où il termine deuxième au 800 mètres et au 1 500 mètres.
Aux VIe Jeux sportifs nationaux, organisés à Santa Marta en 1950, il remporte quatre médailles d'or. N'étant pas sélectionné aux Jeux d'Amérique centrale et des Caraïbes (officiellement Juegos Centroamericanos y del Caribe), à la suite d'une sanction de 18 mois, il restitue au Comité olympique colombien ses médailles,.

### Engagement politique
En tant que représentant du Parti communiste colombien (PCC), Libardo Mora Toro est invité à un congrès politique à Moscou. Il fera un discours militant à tendance maoïste. Le 11 mars 1962, il sera expulsé avec Víctor Medina Morón de la Jeunesse communiste de Colombie pour son affiliation maoïste.
Il s'engage dans le combat armé à l'Ejército Popular de Liberación (EPL), avec Pedro Hernando Vásquez Rendón, Pedro León Arboleda, Francisco Caraballo, Bernardo Ferreira Grandet, Jesús María Alzate, Diego Ruiz, Julio Guerra, Luis Manco David et Carlos Aníbal Cácua, initiateurs du mouvement de guérilla.
Le 9 août 1971, il lance un appel aux athlètes colombiens pour boycotter les jeux à venir.

### Mort au combat
Libardo Mora Toro meurt au combat en décembre 1971, entre Alto Sinú et San Jorge (Córdoba). En sa mémoire, de nombreuses organisations politiques du Parti communiste de Colombie (marxiste-léniniste) portent son nom.